# Гвоздарёв, Иван Петрович
Иван Петрович Гвоздарёв (1901—1983) — советский государственный деятель, народный комиссар промышленности строительных материалов РСФСР (1940—1942).

## Биография
- 1940—1942 гг. — народный комиссар промышленности строительных материалов РСФСР,
- 1946—1949 гг. — заместитель министра промышленности строительных материалов СССР,
- 1949—1950 гг. — начальник главного управления Министерства строительства предприятий тяжелой индустрии СССР,
- 1957—1960 гг. — член комитета Госстроя СССР,
- 1960—1962 гг. — начальник Главного управления промышленности строительных материалов и строительных деталей при Мособлисполкоме,
- с 1963 г. — советник отдела строительства Постоянного представительства СССР в СЭВ.

## Публикации
- Гвоздарев, Иван Петрович. Прессовщик силикатного кирпича [Текст] / И. П. Гвоздарев ; М-во пром-сти строит. материалов РСФСР. — 2-е изд., испр. и доп. — Москва : тип. им. Лоханкова, 1949 (Ленинград). — 128 с. : ил.; 22 см.
- Гвоздарев, Иван Петрович. Производство силикатного кирпича [Текст]. — 2-е изд., перераб. и доп. — Москва : Промстройиздат, 1951. — 200 с., 3 л. черт. : ил., черт.; 22 см.
- Гвоздарев, Иван Петрович. Производство основных строительных материалов в пятой пятилетке — Москва : Знание, 1953. — 33 с.